# ミラノ近郊鉄道

ミラノ近郊鉄道のロゴ

ミラノ近郊鉄道 (イタリア語: Servizio ferroviario suburbano di Milano) は、北部イタリアのミラノにおける都市高速鉄道網（Linee S）である。

## 概要

ミラノ近郊鉄道の路線図

ミラノの近郊鉄道はミラノ市内の地下を横断するミラノ通行線を中心とする鉄道網である。ほとんどの路線はミラノ市内に合流して、通行線を走る。通行線内では通常時の本数は毎時11本ぐらいである。ガリバルディ駅には7つの路線が通る。
- 総営業距離：403 km（2013年）
- 駅数：124駅（2022年）
- 電化方式：直流3000 V 架空電車線方式 全線電化

## 路線
ミラノ通行線を経由する路線は背景色を変えて示している（S1、S2、S5、S6、S12、S13 の各路線）。
| 路線 | 行程                                          | 営業開始 | 距離    | 駅数 |
| ---- | --------------------------------------------- | -------- | ------- | ---- |
|      | サロンノ – ローディ                           | 2004年   | 55.4 km | 25   |
|      | マリアーノ・コメンセ – ミラノ・ロゴレード     | 2004年   | 34 km   | 20   |
|      | サロンノ – ミラノ・カドルナ                   | 2004年   | 23.6 km | 13   |
|      | カムナーゴ‐レンターテ – ミラノ・カドルナ      | 2004年   | 21.2 km | 13   |
|      | ヴァレーゼ – トレヴィリオ                     | 2004年   | 92.6 km | 31   |
|      | ノヴァーラ – トレヴィリオ                     | 2004年   | 83.5 km | 25   |
|      | レッコ – ミラノ・ポルタ・ガリバルディ         | 2014年   | 57 km   | 22   |
|      | レッコ – ミラノ・ポルタ・ガリバルディ         | 2009年   | 49.9 km | 13   |
|      | サロンノ – アルバイラーテ‐ヴェルメッツォ      | 2004年   | 64.0 km | 24   |
|      | キアッソ – ロー                               | 2008年   | 51.4 km | 18   |
|      | Cormano-Cusano Milanino - Melegnano           | 2016年   | 22.4 km | 15   |
|      | ミラノ・ボヴィーザ・ポリテクニコ – パヴィーア | 2011年   | 39 km   | 19   |

## 使用車両

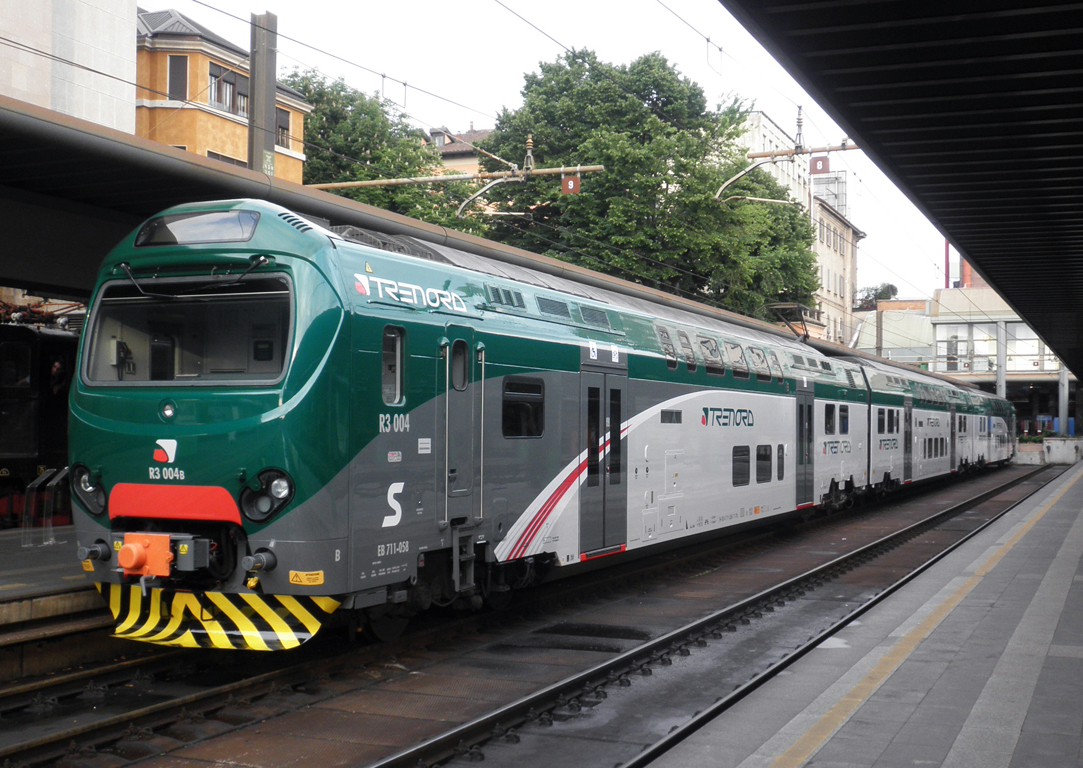
TSR2階建て電車

ミラノ近郊鉄道ではすべて電車で運転されている。
- TSR
- TAF
- E.464電気機関車とノンステップ車両
- E.464電気機関車と2階建て車両